# Oh Jae-suk
Oh Jae-Suk (Uijeongbu, 4 de Janeiro de 1990 ) é um futebolista sul-coreano que atua como defensor no Gamba Osaka.

## Títulos
Gamba Osaka
- J-League 2014: 2014
- J-League 2 2013: 2013
- Copa do Imperador: 2014
- Copa da Liga Japonesa: 2014
- Super Copa do Japão: 15

Coréia do Sul
- Olimpíadas de Londres 2012: Bronze